# 류호 (스크라이드)
류호(劉鳳)는 스크라이드의 등장인물이다.

## 소개
성우는 미도리카와 히카루/김승준. 나이는 17세로, 카즈마의 숙명의 라이벌. 류 가문의 장남으로, 키류 미모리와는 어렸을 때부터 아는 사이였다. 홀리 소속의 A급 앨터 능력자이며, 제츠에이(絶影 - 절영)라는 앨터를 보유하고 있다.

## 행적
1화에서 첫 등장하여, 카즈마와의 싸움은 그 때부터 시작되었다. 13화에서 그를 추적한 끝에 그의 집을 찾아 유타 카나미를 붙잡는다.